# Xanthorhoe dentilinea
Xanthorhoe dentilinea är en fjärilsart som beskrevs av Barnes och Mcdunnough 1913. Xanthorhoe dentilinea ingår i släktet Xanthorhoe och familjen mätare. Inga underarter finns listade i Catalogue of Life.